# Шутцбар, Вольфганг

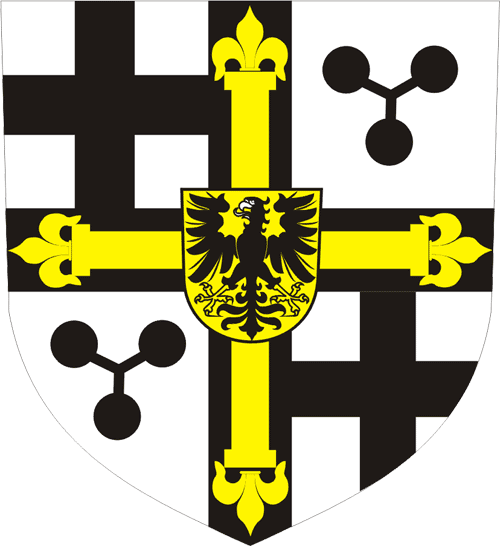
Герб Вольфганга Шутцбар Мильхлинг

Вольфганг Шутцбар Мильхлинг (нем. Wolfgang Schutzbar Milchling, около 1483 — 17 марта 1572) — 39-й великий магистр Тевтонского ордена с 1543 по 1566 годы.

## Биография
Происходил из верхнегессенского дворянского рода Шутцбар Мильхлинг (нем. Schutzbar genannt Milchling), состоящих в созданном в 1532 году (и действующем в настоящее время) Старогессенском Рыцарском обществе (нем. Althessische Ritterschaft). Его родителями были Крафт Шутцбар Мильхлинг младший и Маргарет, единственная наследница Филиппа фон Троеса (нем. Philipp von Trohes). Один из братьев Вольфганга, Адольф Шутцбар, также был рыцарем Тевтонского ордена, находился в должности комтура Грифштедта. Другой брат, Каспар, был аббатом Спрингирсбахского монастыря. Сестра Анна стала настоятельницей монастыря Мариеншлосс недалеко от Роккенберга.
В 1507 году Вольфганг фон Шутцбар вступает в орден. В 1529—1543 годах занимал должность ландкомтура баллея Гессен в районе Марбурга. В 1543 году был избран великим и немецким магистром с резиденцией в Бад Мергентхайме. За его правление в Мергентхайме были построены водопровод и ратуша.
Памятник ему стоит на рыночной площади Мергентхайма.